# Paris caobangensis
Paris caobangensis là một loài thực vật có hoa trong họ Melanthiaceae. Loài này được Y.H.Ji, H.Li & Z.K.Zhou mô tả khoa học đầu tiên năm 2006.